# Marcelo Trapasso
Marcelo Trapasso est un footballeur italo-argentin né le 30 avril 1976 à Buenos Aires (Argentine). Il est actuellement agent de joueurs internationaux.

## Carrière de joueur

### Clubs
- 1998-1999 : Newell's Old Boys ( Argentine)
- 1999-2001 : FC Gueugnon ( France) (Ligue 2)
- 2001-2005 : FC Sochaux ( France) (Ligue 1)
- 2005-décembre 2006 : LB Châteauroux ( France) (Ligue 2)

### Saison par saison
| Saison         | Club                           | Div. | Matchs Champ. | Buts Champ. | Matchs Europe | Buts Europe |
| -------------- | ------------------------------ | ---- | ------------- | ----------- | ------------- | ----------- |
| 1998-1999      | Newell's Old Boys ( Argentine) | -    | -             | -           | -             | -           |
| 1999-2000      | FC Gueugnon ( France)          | L2   | 10            | 0           | -             | -           |
| 2000-2001      | FC Gueugnon ( France)          | L2   | 28            | 10          | C3 : 2        | 0           |
| 2001-2002      | FC Sochaux ( France)           | L1   | 22            | 5           | -             | -           |
| 2002-2003      | FC Sochaux ( France)           | L1   | 10            | 0           | -             | -           |
| 2003-2004      | FC Sochaux ( France)           | L1   | 16            | 0           | -             | -           |
| 2004-2005      | FC Sochaux ( France)           | L1   | 3             | 0           | -             | -           |
| 2005-2006      | LB Châteauroux ( France)       | L2   | 6             | 1           | -             | -           |
| 2006-déc. 2006 | LB Châteauroux ( France)       | L2   | 13            | 2           | -             | -           |

## Palmarès
- 2000 : Vainqueur de la Coupe de la ligue (FC Gueugnon)
- Champion de D2 d'Argentine avec Argentinos Juniors.